# Track & Field (videojoc)
Track & Field és un videojoc publicat per a MSX i NES de temàtica esportiva. Un o dos jugadors poden competir en diverses proves, entre les quen s'inclouen una cursa, salt de longitud, llançament de martell o javelina. La coordinació i la velocitat en pitjar els botons són l'habilitat que es necessita per vèncer en aquest joc, on hi ha marques mínimes per passar de nivell. El joc va ser comercialitzat per Konami el 1983 i el seu èxit va fer que apareguessin seqüeles diverses.